# Красные Озерки (Тульская область)
Красные Озерки — деревня в Каменском районе Тульской области России.
В рамках административно-территориального устройства входит в Новопетровский сельский округ Каменского района, в рамках организации местного самоуправления включается в Яблоневское сельское поселение.

## География
Расположена на реке Каменка, в 6 км к северо-востоку от райцентра, села Архангельское, и в 102 км к югу от областного центра, г. Тулы. 

## История
В 1961 году указом Президиума Верховного Совета РСФСР деревня Гнилые Озерки переименована в Озерки.

## Население
| 2010 |
| ---- |
| 12   |